# Обервізен
Обервізен (нім. Oberwiesen) — громада в Німеччині, розташована в землі Рейнланд-Пфальц. Входить до складу району Доннерсберг. Складова частина об'єднання громад Кірхгаймболанден.
Площа — 1,61 км2. Населення становить 540 ос. (станом на 31 грудня 2020).